# Perturbação por uso de substâncias
As perturbações ou transtornos por uso de substâncias (TUS) são perturbações mentais em que o consumo de uma ou mais substâncias resulta em prejuízos ou dificuldades clinicamente significativas. Embora o termo substância se possa referir a qualquer matéria física, neste contexto restringe-se ao consumo de drogas psicoativas. Adicção e toxicodependência são exemplos de perturbações por abuso de substâncias em estágio avançado.
A perturbação por abuso de substâncias tem origem no abuso ou dependência de uma droga, de tal forma que esse abuso cause prejuízos à saúde física e mental da pessoa ou à qualidade de vida de outras pessoas. Esta condição é caracterizada por um padrão de consumo patológico de um medicamento, droga ou toxina sem propósitos médicos, resultando em repetidas consequências sociais adversas, como não ser capaz de responder a obrigações laborais, familiares ou escolares, ou ser a causa de conflitos interpessoais ou problemas com a lei.
Atualmente é debatida a diferença exata entre abuso de substâncias e dependência de substâncias, embora a prática corrente distinga as duas ao definir dependência de substâncias em termos dos sintomas fisiológicos e comportamentais do consumo, e abuso de substâncias em termos das consequências sociais desse consumo. No DSM-5, a perturbação or abuso de substâncias veio substituir o abuso de substâncias e a dependência de substâncias.
Em 2010, cerca de 5% das pessoas em todo o mundo (230 milhões) consumiram uma substância ilícita. Entre estas, cerca de 27 milhões consumiram uma substância de forma recorrente, ao ponto de causar ou agravar o risco de danos à saúde e problemas psicológicos ou sociais. Em 2015, as perturbações por consumo de substâncias estiveram na origem de 307 400 mortes, um aumento em relação às 165 000 em 1990. Entre estas, as mais frequentes são as perturbações por consumo de álcool (137 500 mortes), perturbações por uso de opioides (122 100 mortes), perturbações por uso de anfetaminas 12 200 mortes) e perturbações por uso de cocaína (11 100 mortes).